# Apomys gracilirostris
Apomys gracilirostris là một loài động vật có vú trong họ Chuột, bộ Gặm nhấm. Loài này được Ruedas miêu tả năm 1995.

## Hình ảnh

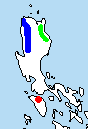